# Danderyds SK
Danderyds Sportklubb, DSK, är en idrottsförening hemmahörande i Danderyd.
Föreningen bildades den 1 juni 1934 genom en rekonstruktion av Danarö Idrottsförening, som existerade 1927-1931. Namnbytet till Danderyds Sportklubb fullbordades den 14 februari 1935. Klubben var en flersektionsförening fram till 2016, på senare tid fanns fyra sektioner för fotboll, friidrott, innebandy respektivevolleyboll efter att ishockeysektionen via en sammanslagning med andra lokala klubbar i Danderyd bildat föreningen SDE Hockey. Under 2016 ombildades föreningen till en alliansförening med fyra ingående medlemsföreningar: Danderyds SK Fotbollsförening (med hemmaplan och föreningens säte vid Danderydsvallen.), Danderyds SK Friidrottsförening, Danderyds SK Innebandyförening samt Danderyds SK Volleybollförening. Föreningens färger är blått, rött och vitt. 

## Historik
På initiativ av Tage Moberg och Nils Jansson sammankallades ungdomen i Klingsta och Danarö den 24 november 1927 till fröken Edmans Cafélokal i Klingsta för att dryfta frågan om bildande av en idrottsförening. K G Therus utsågs att leda förhandlingarna. I sitt hälsningsanförande redogjorde han för de planer som fanns för stiftande av en idrottsklubb i samhället.
Förslaget vann gehör. Namnet blev Danarö Sportklubb och den första styrelsen fick följande sammansättning: ordförande Gunnar Wibäck, vice ordförande Sigvard Hager, sekreterare Ivar Lindström, vice sekreterare Tage Moberg, kassör Karl Gunnar Therus, klubbledare Harry Hager, materialförvaltare Nils Jansson. Under det första verksamhetsåret 1928 var medlemsantalet över 50 och på programmet stod fotboll, bandy, allmän idrott, skidlöpning, pingpong och schack.
Verksamheten fortsatte till och med 1931, då Danarö Idrottsförening, som klubben omdöpts till året före, försvann från idrottshorisonten.
Den 1 juni 1934 rekonstruerades Danarö Idrottsförening vid ett möte i Caféet på Danarövägen 11 och det är från detta datum som Danderyds Sportklubb officiellt räknar sin tillkomst. Mötet öppnades av Folke Ekstrand, som även fick förtroendet att leda förhandlingarna med Folke Lundqvist som sekreterare. Danarö IF:s styrelse fick detta utseende: ordförande Gösta Granath, sekreterare Harry Wicklund, kassör Olle Karlsson, övriga ledamöter Gunnar Pettersson och Axel Borin, suppleanter Egon Fisch och Hugo Ström.
Vid ett möte den 4 december 1934 ändrades klubbnamnet till Danderyds Sportklubb. Den 16 december samma år blev det namnändring igen vid ett extra sammanträde. Efter omröstning bland medlemmarna antogs Wolves Idrottsförening. Anledningen till namnbytet var att fotbollsförbundet nekat klubben inträde under namnet Danderyds SK då Danderyds IF, sedermera Djursholms IF, redan fanns som medlem i förbundet.
Vid ordinarie månadsmöte den 14 februari 1935 ersattes namnet Wolves IF med Dandy Sportklubb, som godtagits av förbundet. En dryg månad senare fastställdes slutgiltigt klubbens nuvarande namn, Danderyds Sportklubb.